# 元昭
元 昭（げん しょう、463年 - 522年）は、北魏の皇族。字は幼明。小字は阿倪。

## 経歴
常山簡王拓跋陪斤（拓跋素の子）の三男として生まれた。母は宇文氏。孝文帝が即位すると、司州の茂才に挙げられた。太和年間、尚書の張彝の推挙により召し出されて兼殿中郎となった。499年（太和23年）、斉郡王拓跋簡が死去すると、孝文帝は哭礼をおこなおうとしたが、元昭が宮殿の壁を工事していた。孝文帝は激怒して、張彝の官を剥奪して尚書の任を代行させ、元昭を罷免した。宣武帝のとき、元昭の従弟の元暉が帝に重用されたことから、元昭も取り立てられて員外散騎常侍・尚書右丞・兼宗正少卿となった。尚書左丞となり、平遠将軍の号を加えられた。給事黄門侍郎・司徒左長史となり、散騎常侍の位を受けた。御史中尉となり平南将軍の号を受けた。侍中となり、撫軍将軍の号を加えられ、崇訓太僕を兼ねた。宣武帝が死去すると、元昭は于忠とともに孝明帝を顕陽殿に迎えた。新帝擁立の功績により、楽城県公に封じられた。于忠が朝政で専権を振るい、忠実賢良な人物が冤罪に落とされたが、多くは元昭の指図によるものであった。霊太后が臨朝称制すると、元昭は尚書・河南尹となったが、その統治は暴戻であった。胡国珍の推挙により雍州刺史として出向したが、雍州で収奪と虐政に励み、民衆を害した。後に入朝して鎮西将軍・七兵尚書となり、劉騰にへつらった。散騎常侍・征南将軍・殿中尚書に転じた。522年（正光3年）2月22日、死去した。使持節・散騎常侍・車騎大将軍・儀同三司・尚書左僕射・冀州刺史の位を追贈された。

## 子女
- 元玄
- 元剛

## 伝記資料
- 『魏書』巻15 列伝第3
- 『北史』巻15 列伝第3
- 魏故使持節散騎常侍車騎大将軍儀同三司尚書左僕射冀州刺史元公墓誌銘（元昭墓誌）